# 41 Дафна
41 Дафна — астероїд головного поясу, відкритий 22 травня 1856 року.
Тіссеранів параметр щодо Юпітера — 3,233.